# كارول والر
كارول والر (بالإنجليزية: Carol Waller)‏ (20 سبتمبر 1949 بنيوزيلندا - ) هي لاعبة كرة قدم نيوزلندية في مركز حراسة المرمى. شاركت مع منتخب نيوزيلندا الوطني لكرة القدم للنساء.